# Fernando de Casas Novoa
Fernando de Casas Novoa (1670 — 1750) foi um arquiteto barroco espanhol.
Entre as suas obras mais importantes destaca-se a Fachada do Obradoiro da Catedral de Santiago de Compostela.